# Walk of Fame (Tilburg)

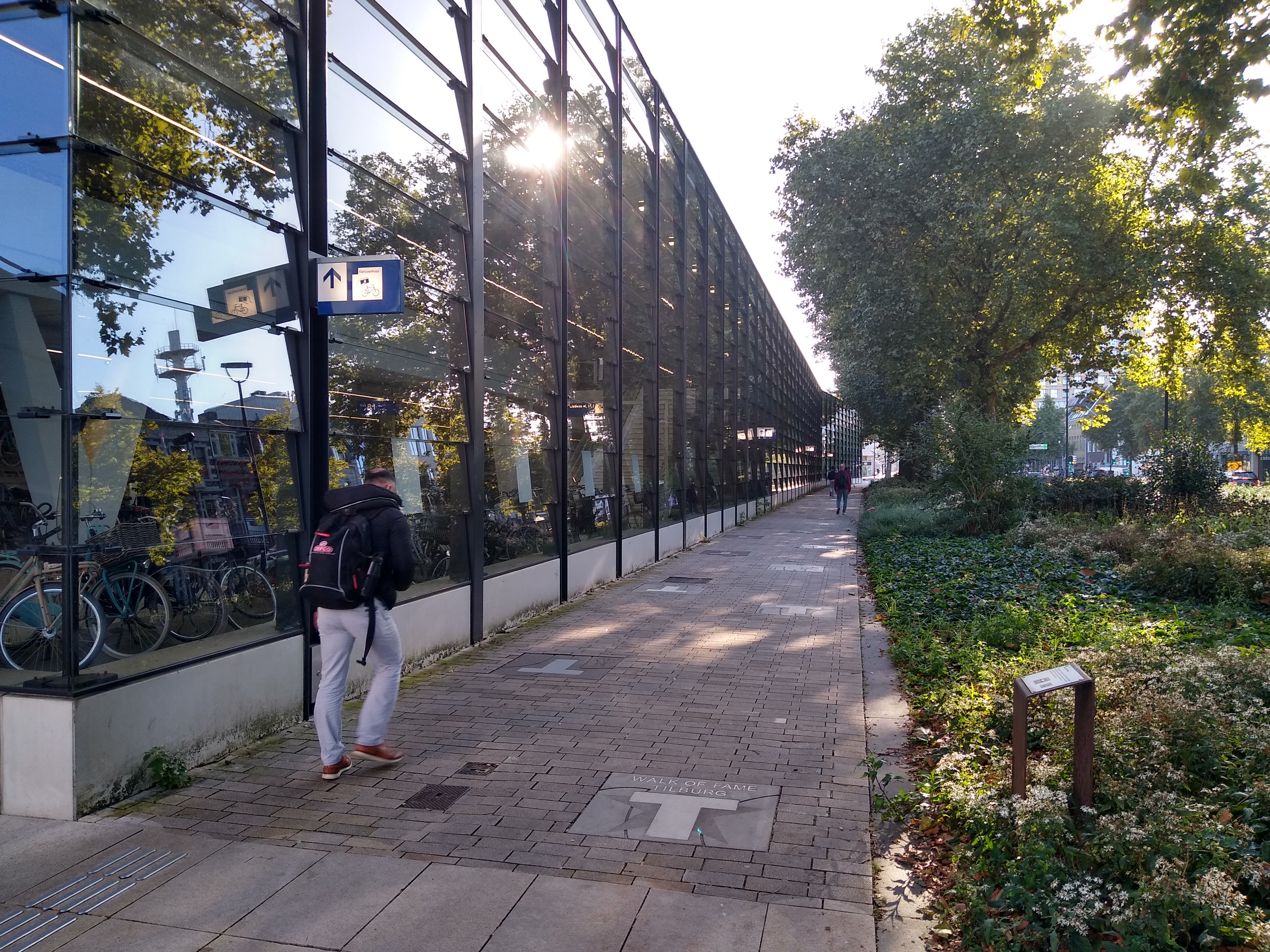
Tilburgse Walk of Fame

De Walk of Fame van Tilburg eert bekende en minder bekende Tilburgers. Het bevindt zich aan de Spoorlaan, nabij het Centraal Station. 

## Geschiedenis
De tegelrij werd aangemaakt in 2009, naar aanleiding van het 200-jarig bestaan van de stad Tilburg, welke in 1809 stadsrechten verkreeg van Lodewijk Napoleon. Aanvankelijk kwamen alle Tilburgers met een maatschappelijke verdienste in aanmerking voor een tegel, bijvoorbeeld voor jarenlang vrijwilligerswerk. Alle tegels zijn voorzien van de letter T, het stedelijk beeldmerk.
De Tilburgse Walk of Fame lag tot 2016 in de Alexanderstraat in het stadscentrum. Vanwege de renovatie van het stadhuis verhuisden de tegels naar de Spoorzone. In 2021 zijn ze opnieuw verplaatst, naar een daadwerkelijk prominente plek aan de Spoorlaan, langs de fietsenstalling van CS.
De allereerste tegel was voor Guus Meeuwis, die met zijn lied 'Het is een Nacht'  de provincie Brabant (en Tilburg) op de kaart zette. Naast deze Tilburgse zanger kregen 29 bekende en minder bekende Tilburgers een plekje in de eregalerij. Vanaf 2011 wordt de Walk of Fame uitgebreid met tegels van landelijk bekende stadgenoten. Roy Donders, bijvoorbeeld, kreeg een tegel met glitters. In 2025 klonk er de kritiek op Internationale Vrouwendag dat er te weinig vrouwen in de tegelrij vertegenwoordigd zijn.

## Lijst van personen
- 2009 -  Yvonne van de Boer  (Hiv Vereniging Brabant)
- 2009 -  Paul en Marina Boeren  (diabetesspecialisten)
- 2009 -  Frans Coolen  (Scouting Peerke Donders)
- 2009 -  Rudy Daniëls  (Surinaamse ouderen)
- 2009 -  Erwin van Erve  (wijkagent)
- 2009 -  John Feskens  (voetballer)
- 2009 -  Riek Flipse-Tiemans  (vluchtelingenwerk en vrouwenemancipatie)
- 2009 -  Wim Gianotten  (drukkerij Gianotten)
- 2009 -  Menno van Gorp  (breakdancer en fotograaf)
- 2009 -  Nol Havens  (zanger VOF de Kunst)
- 2009 -  Raymond van de Klundert  (schrijver Kluun)
- 2009 -  Pieter Korremans  (citytour, stadsgids)
- 2009 -  John Maes  (jongerenwerker)
- 2009 -  Guus Meeuwis  (zanger)
- 2009 -  Carla en Ruud Oerlemans  (vrijw. in Udenhout)
- 2009 -  Gerard Otten  (stadsgidserij)
- 2009 -  Gerrit Poels  (daklozenopvang)
- 2009 -  Marc van Roosmalen  (primatoloog)
- 2009 -  Ko Schaaders  (ouderenwerk in De Blaak)
- 2009 -  Jan Schellekens  (zwerver en junk)
- 2009 -  Edmund Sewpersad  (multiculturele samenleving)
- 2009 -  Will Smits  (Tilburgse Taol)
- 2009 -  Will van Sprang  (natuurbehoud in Moerenburg)
- 2009 -  Jan Stads  (fotograaf Persbureau Van Eijndhoven)
- 2009 -  Jordi Sweep  (Jongerenvertegenwoordiger in de VN)
- 2009 -  Inez Tuerlings  (div. vrijwiligerswerk)
- 2009 -  Fleur Tulfer  (schoolkinderen)
- 2009 -  Ruud Vreeman  (burgemeester)
- 2009 -  Wesley Jacobs  (volkszanger)
- 2009 -  Ivo de Wijs  (tekst- en liedjesschrijver)
- 2009 -  Willem II, (voetbalclub)
- 2011 -  Guus van Hove  (poppodium 013)
- 2014 -  Theo Clijssen  (div. voorzitterschappen)
- 2015 -  Roy Donders  (kapper en volkszanger)
- 2017 -  Frans Bartels  (div. amateurmuziekgezelschappen)
- 2022 -  Corry Konings  (volkszanger)
- 2023 -  Kenny B  (volkszanger)
- 2024 -  Duncan Laurence (songfestivalwinnaar)
- 2025 -  Frank van Pamelen (dichter /tekstschrijver)

## Overigens
Het tegelpad heeft geenszins de pretentie compleet te zijn. Zo ontbreken namen van lokale 'legenden' als Maggie MacNeal, Henk Krol, Jean-Paul van Poppel, Henny Vrienten, Stan Storimans, Marc-Marie Huijbregts, Cas Spijkers en zoveel andere bekende Tilburgers.